# Östra Spöland
Östra Spöland är en småort i Vännäs kommun, Västerbottens län. Den är en del av byn Spöland som ligger på båda sidor om Vindelälven.